# IJzeren
IJzeren (en limbourgeois Iezere) est un village néerlandais d'environ 330 habitants (2005) dans la commune de Fauquemont-sur-Gueule, dans la province du Limbourg néerlandais.

## Géographie
IJzeren est situé sur le plateau au sud de Fauquemont, entre Sibbe et Scheulder. Le village ne possèdent pas d'église, les habitants dépendent de la paroisse de Sibbe. IJzeren possède plusieurs maisons à colombage et en marne.

## Histoire
Le 4 juillet 1327, une bataille eut lieu près d'IJzeren, au cours de laquelle le seigneur de Valkenburg, Reinoud (soutenu par des troupes de Juliers, de Liège, de Gueldre et de Loon), subit une défaite écrasante contre le peuple de Maastricht (soutenu par le Brabant).
Jusqu'en 1940, IJzeren faisait partie de la commune d'Oud-Valkenburg.